# Anthony Roux
Anthony Roux (ur. 18 kwietnia 1987 w Verdun)  – francuski kolarz szosowy, zawodnik należącej do dywizji UCI WorldTeams drużyny FDJ.

## Najważniejsze osiągnięcia
2005
- 1. miejsce w Tour de Lorraine (do lat 19)

2007
- 2. miejsce w Liège–Bastogne–Liège do lat 23

2009
- 1. miejsce na 4. etapie Circuit de la Sarthe
- 3. miejsce w mistrzostwach Francji (start wspólny)
- 4. miejsce w Grand Prix Ouest France-Plouay
- 1. miejsce na 17. etapie Vuelta a España

2010
- 4. miejsce w Circuit de la Sarthe
- 1. miejsce na 5. etapie Circuit de Lorraine
- 1. miejsce na 1. etapie Tour du Poitou-Charentes

2011
- 1. miejsce w Circuit de la Sarthe
  - 1. miejsce na 4. etapie
- 1. miejsce w Tour de la Somme
- 2. miejsce w mistrzostwach Francji (start wspólny)

2012
- koszulka najaktywniejszego kolarza Tour de France po 2. etapie (przez jeden etap)

2013
- 3. miejsce w Étoile de Bessèges
  - 1. miejsce na 6. etapie
- 1. miejsce na 4. etapie Vuelta a Burgos

2016
- 3. miejsce w Grand Prix Cycliste de Québec

2018
- 1. miejsce na 4. etapie Route d'Occitanie
- 1. miejsce w Mistrzostwach Francji (start wspólny)
- 3. miejsce w Clásica de San Sebastián
- 1. miejsce na 1. etapie Tour du Limousin